# Nik Cohn
Pour les articles homonymes, voir Cohn.
Nik Cohn, né à Londres en 1946, est un écrivain, journaliste et critique musical britannique.

## Biographie
Fils de Norman Cohn, historien spécialiste du millénarisme et de Vera Broido, écrivaine d'origine russe, Nik Cohn a ouvert la critique rock à la dimension historique en publiant en 1969 la première fresque narrant l'origine et l'évolution de la musique pop anglo-saxonne : Pop from the beginning (la version américaine était intitulée Rock from the beginning), réédité en 1972 sous le titre Awopbopaloobop alopbamboom, the golden age of rock. Il est, de ce fait, un des créateurs de la forme spécifiquement rock de la critique musicale, à côté de Lester Bangs. Son apport consiste surtout dans l'inscription du rock en une perspective irrémédiablement nostalgique : Pop from the beginning se présentait comme une sorte de bilan nécrologique. Dans la postface de 1972, Nik Cohn insistait : « Je reste persuadé que les plus beaux jours du rock sont derrière lui, tous ». Signe du rôle paradigmatique de ce livre, une grande partie du rock a ensuite vécu sur le mythe de cette fin, de la résurrection punk au revival de l'an 2000.
Son article « Inside the Tribal Rites of the New Saturday Night » publié en 1975 dans le New York Magazine, constitue l'idée originale et la base de départ de l'écriture du scénario du film La Fièvre du samedi soir (Saturday Night Fever) qui a connu un succès planétaire en 1977.
Comme avoué par l'auteur lui-même en 1994 dans le Guardian, cet article est une pure invention basée sur des situations vécues au sein de la scène moderniste en Angleterre,

## Publications traduites en français
- Awopbopaloobop alopbamboom, l'âge d'or du rock, trad. Julia Dorner, Allia, 1999 (réédition 10/18, 2001).
- Anarchie au Royaume-Uni, mon équipée sauvage dans l'autre Angleterre, trad. Elisabeth Peellaert, Éditions de l'Olivier, 2000.
- Broadway, la grande voie blanche, trad. Elisabeth Peellaert, 10/18, 2000.
- Je suis toujours le plus grand, dit Johnny Angelo, trad. Julia Dorner, Allia, 2002.
- Soljas, trad. Julia Dorner, Allia, 2002.
- Triksta. Un écrivain blanc chez les rappeurs de la Nouvelle-Orléans, trad. Bernard Hœpffner avec la collaboration de Catherine Goffaux, Éditions de l'Olivier, 2006.